# Рыспаев, Шахмерден Сыртбаевич
Шахмерден Сыртбаевич Рыспаев (каз. Шахмерден Сыртбайұлы Рыспаев) — казахстанский государственный деятель, аким Алатауского района города Алма-Аты.

## Биография
Родился 1 мая 1977 года в селе Саты Кегенского района Алматинской области КазССР. Казах.
В 1999 году окончил Казахский государственный аграрный университет по специальности экономист-менеджер. После получения специального образования до 2001 года работал бухгалтером-кассиром в ЗАО «Барыс».
На госслужбе с 2001 года. В период с 2001 по 2008 гг. работал ведущим специалистом Алматинской городской экологической инспекции (до 2002 года), старшим консультантом Государственного природного парка «Медеу» (до 2005 года) и ассистентом специалистом по таможенному оформлению ТОО «BAServicesLTD».
В 2004 году получил дополнительное юридическое образование в Бишкекском филиале Института государственной службы (заочно) и Северо-Казахстанской юридической академии.
С 2010 года работал главным специалистом государственно-правового отдела аппарата акима Алатауского района города Алма-Аты, в 2011 году назначен на должность руководителя отдела.
В июне 2015 года аким Алатауского района города Алма-Аты Б. С. Манзоров назначил Ш. С. Рыспаева своим заместителем.
С 10 июля 2017 года аким Алатауского района города Алма-Аты.
В январе 2020 был задержан Антикоррупционной службой по подозрению в хищении бюджетных средств в крупном размере.

## Семья
Женат, семья воспитывает троих дочерей.